# Elen Černá
Elen Černá, provdaná Valentová (* 5. května 1975, Praha), je česká moderátorka a modelka. Je manželka sportovce Aleše Valenty.

## Osobní život
Její manžel je olympijský vítěz v akrobatickém lyžování Aleš Valenta, se kterým má dceru Amélii a syna Denise.

## Vzdělání
Vystudovala gymnázium Jana Nerudy v Praze. Poté studovala psychologii na Ouachita Baptist University v rámci stipendijního pobytu v USA.
V roce 2007 začala studovat na Univerzitě Jana Amose Komenského v Praze bakalářský obor Sociální a masová komunikace, který absolvovala v roce 2010. Poté studovala navazující magisterský obor Sociální a mediální komunikace na téže univerzitě, který absolvovala v roce 2012 získala titul Mgr.

## Profesní kariéra
V roce 1998 si hrála představitelku Mariku ve filmu zahraniční produkce Pražský duet.
Jako modelka úspěšně působila v zahraničí, zejména v německy mluvících zemích. Pracovala pro firmy jako Max Mara, Calida, Wolford, Akris, Vivienne Westwood, Lolita Lempicka, Ellen Betrix, Rexona aj.
V roce 2000 po úspěšných kamerových zkouškách začala moderovat v TV 3 společenský deník Studio 3. Poté dostala nabídku z televize Prima, kde moderovala Aktuality Prima jízdy a natáčela vlastní rubriky Styl a Maminky. Po mateřské působila na zpravodajském kanálu ČT24.
Pro dětský kanál České televize Déčko společně s Alešem Valentou vytváří již od roku 2013 náměty a scénáře pro pořad o dětských sportech Lvíčata.
V Českém rozhlase působila od roku 2007, šest let v ranním vysílán ČRo Regina, od roku 2014 moderovala ranní vysílání na Českém rozhlasu Dvojka s Daliborem Gondíkem. Moderuje společenské akce, dabuje, přednáší na akcích zaměřených na práci médií, společně s manželem Alešem Valentou provozuje sportovní centrum Acrobatpark.
Natočila úspěšnou videokazetu cvičení po porodu Fit a ve formě po porodu s Elen Černou.